# Chiaro di luna (film 1918)
Chiaro di luna (Moonshine) è un cortometraggio muto del 1918, scritto e diretto da Roscoe Arbuckle che appare anche tra gli interpreti a fianco di Buster Keaton.

## Trama
Sulle colline della Virginia, Fatty e Buster, due agenti delle tasse, vengono incaricati di smascherare e catturare un gruppo di contrabbandieri di alcol. Accompagnati da un nutrito gruppo di volontari, che incredibilmente riescono tutti a stiparsi nella minuscola auto di Buster, partono alla ricerca dei fuorilegge. Tuttavia, durante l'operazione, Fatty e Buster si separano dal resto del gruppo e, dopo una rovinosa caduta lungo una collina, si ritrovano con gli abiti sporchi. Fatty decide quindi di lavare Buster nel fiume, lasciandolo ad asciugare appeso a testa in giù a un albero. Nel frattempo, Fatty incontra Alice, la figlia del capo dei contrabbandieri, Jud Grew, e tra i due nasce rapidamente un'intesa romantica. Tuttavia, la situazione si complica quando un altro contrabbandiere, follemente innamorato di Alice, sfida Fatty. Dopo aver affrontato il rivale, Fatty si ricongiunge con Buster e insieme scoprono il nascondiglio dei contrabbandieri, pieno di bottiglie di liquore "moonshine" illegale. Mentre cercano di indagare, Fatty viene catturato e portato via, mentre Buster riesce a sfuggire e, in un combattimento rocambolesco, si sbarazza del contrabbandiere rivale spingendolo giù da un dirupo. Fatty, tratto in ostaggio,  finge di essere morto affinché i contrabbandieri lo gettino nel fiume. Il suo piano riesce, e dopo essere riemerso a riva, si riunisce con Buster. Insieme, i due escogitano un piano per liberare Alice e fermare definitivamente i contrabbandieri ma si accorgono che il loro gruppo di volontari è misteriosamente scomparso. Le cose precipitano quando il contrabbandiere rivale colpisce Buster e porta Fatty in una capanna, dove accende la miccia di una bomba. Mentre il pericolo si fa sempre più imminente, Fatty e Buster dovranno affrontare una serie di situazioni assurde e imprevedibili, tra inseguimenti, esplosioni e combattimenti stravaganti, per riuscire a compiere la loro missione e decidere il destino di Alice.

## Distribuzione
Distribuito dalla Famous Players-Lasky Corporation, il film - un cortometraggio in due bobine presentato da Joseph M. Schenck - uscì nelle sale USA il 12 maggio 1918. Ne venne fatta una riedizione che fu distribuita sul mercato americano nel maggio 1921.